# Harry Mortimer
(Sir) Harry Mortimer (* 10. April 1902 in Hebden Bridge, Grafschaft Yorkshire; † 23. Januar 1992 in London) war ein englischer Komponist und Dirigent.

## Leben und Wirken
Der Vater Fred Mortimer (1880–1953) war Dirigent der örtlichen Brass-Band und erteilte Harry ebenso wie seinen Brüdern Rex und Alex Unterricht in Notenlehre und Kornett. Später bekam er noch Unterricht von William Rimmer (1862–1936). 1916 zog die ganze Familie um nach Luton. Dort wurde er Kornett-Solist in der Luton(Brass-)band und mit 14 Jahren Dirigent von The Luton Red Cross Junior Band. Die Lutonband wurde zur damaligen Zeit auch von seinem Vater dirigiert. Dieser führte die Band auf ein beachtliches Niveau. Mit dem Dirigenten William Halliwell 1923 wurden die National Championships im Crystal Palace in London gewonnen, was bisher keine weitere südenglische Brass-Band wiederholte. Wieder stand ein Wohnungswechsel der Familie an. Diesmal ging es nach Sandbach, wo Vater Fred Mortimer Dirigent der bekannten Foden’s Motor Works Band wurde. Seine drei Söhne spielten selbstverständlich auch in dieser Band, Alex Euphonium, Rex Bass-Tuba und Harry Kornett.
Alle drei wurden bekannte Dirigenten. Auf 28 Wettbewerben zwischen 1930 und 1968 wurde auf 20 Wettbewerben eine Brass-Band Champion, die von einem der drei Mortimer dirigiert wurde. Vater Fred wurde mit seiner Foden’s Band siebenmal, Harry gar neunmal, insbesondere mit Black Dyke Mills, Alex dreimal und Rex einmal Champion. Harry wurde darüber hinaus mit der Fairey FP (Music) Band noch neunmal Sieger in den Open British Championships, an dem auch Brass-Bands außerhalb Großbritanniens teilnehmen können. Als Dirigent der Fairey FP (Music) Band, Black Dyke Mills, Munn & Felton's (jetzt GUS-Brass-Band), Bickershaw Colliery Band und der Brighouse and Rastrick Band feierte er zahlreiche Erfolge. 1945 wurde er musikalischer Direktor der Morris Concert Band mit der er ebenfalls zahllose Erfolge auf Wettbewerben, bei Rundfunksendungen und mit Einspielungen auf Langspielplatten hatte. Im Zeitraum von 1935 bis 1970 war er professioneller Dirigent der Fairey FP (Music) Band.
Zwischen 1933 und 1940 war Harry Mortimer Solist beim Halle Orchestra in Manchester, beim Liverpool Philharmonic Orchestra sowie beim BBC Northern Orchestra. Von 1936 bis 1940 war er Dozent für Trompete am Royal Northern College of Music in Manchester. 1942 gab er seine Solo-Karriere bei den großen Orchestern auf und wurde Supervisor für Blasorchester und Brass-Bands beim BBC. Diese Funktion hatte er inne bis 1964.
Große Bekanntheit erlangte er auch als Dirigent von sogenannten Massenkonzerten bei Festivals und Wettbewerben. Zahllose Langspielplatten wurden von diesen Konzerten, in denen die Fairey Band, Coventry Band, für die später die Foden’s Band einsprang sowie die Morris Motors Band, oftmals mit dem Titel Men O’Brass eingespielt. Mortimer brachte die Black Dyke Mills und Grimethorpe Colliery in die glanzvollen Proms-Konzerte in der Royal Albert Hall in London.

## Werke für Blasorchester (Brass-Band)
- The Medaillon

| Personendaten    | Personendaten                     |
| ---------------- | --------------------------------- |
| NAME             | Mortimer, Harry                   |
| ALTERNATIVNAMEN  | Mortimer, Sir Harry               |
| KURZBESCHREIBUNG | britischer Komponist und Dirigent |
| GEBURTSDATUM     | 10. April 1902                    |
| GEBURTSORT       | Hebden Bridge, Großbritannien     |
| STERBEDATUM      | 23. Januar 1992                   |
| STERBEORT        | London, Großbritannien            |